# Al diavolo la celebrità
Al diavolo la celebrità és una pel·lícula italiana del 1949 dirigida per Mario Monicelli i Steno. Aquesta és la segona pel·lícula rodada per la parella després de Totò busca casa.

## Argument
La història reprèn la història de Faust de Goethe en clau còmica i humorística. El professor Bresci és un home profundament dedicat a l'estudi dels objectes i les cultures d'Orient. Una nit invoca involuntàriament el diable que apareix de debò oferint-lo per satisfer tots els seus desitjos. Un Bresci encantat li revela el que vol: fer-se famós i fer que la bella secretària s'enamori d'un conegut polític. Aleshores, el diable suggereix que es reencarni en el cos d'un famós tenor que acaba de morir. Aquesta transformació arrenca una sèrie de vicissituds que portaran el protagonista a assolir el seu objectiu d'una manera molt diferent del que imaginava.

## Repartiment
- Alba Arnova: germana de l'Elena
- Mischa Auer: S.E. Stark
- Marcello Barlocco: general
- Ettore Bevilacqua: Pedro
- Marilyn Buferd: Ellen Rawlins
- Carlo Campanini: Emilio Pogliazzi
- Marcel Cerdan: Maurice Cardan, el boxejador
- Leonardo Cortese: prof. Frank Brescia
- Amedeo Dejana: Manuel
- Agnese Dubbini: Adriana
- Marcella Govoni: Margherita
- Albert Latcha: gerent de Marini
- Franca Marzi: Flora
- Folco Lulli: Ramírez
- Cesare Polacco: delegat d'Israel
- Luigi Pavese: delegat soviètic
- Giuseppe Pierozzi: príncep Khalashivari
- Gianni Rizzo: Max
- Leonardo Scavino: entrenador
- Aldo Silvani: el Diable
- William Tubbs: Anthony
- Ferruccio Tagliavini: tenor de Marini
- Arnoldo Foà: el "Ciutadà de l'univers"
- Enrico Luzi: espectador cec al partit de boxa